# Scraptia obscura
Scraptia obscura es una especie de coleóptero de la familia Scraptiidae.

## Distribución geográfica
Habita en Sudamérica.